# 三重県道695号奥津飯高線
三重県道695号奥津飯高線（みえけんどう695ごう おきついいたかせん）は、三重県津市から松阪市に至る一般県道である。

## 概要
津市美杉町奥津から松阪市飯高町赤桶に至る。

### 路線データ
- 起点：三重県津市美杉町奥津（字岡本1049番の5地先[2][3]：国道368号交点）
- 終点：三重県松阪市飯高町赤桶（字庄司1137の1番地先[2][3]：国道422号交点）
- 総延長：11.3511 km[1]
- 橋梁：23本（総延長：294.3 m）[1]

## 歴史
- 1959年（昭和34年）
  - 1月25日  - 認定[4]

起点：三重県一志郡美杉村大字奥津
終点：三重県飯南郡飯高町
  - 3月31日 - 道路区域の決定[5]
  - 5月19日 - 道路の供用開始[6]

三重県一志郡美杉村大字奥津字西ヶ広46番地先から三重県一志郡美杉村大字川上字深谷3454番地先を経て三重県飯南郡飯高町大字赤桶字庄司1137の1番地先まで（延長12.02 km）
- 2007年（平成19年）4月1日 - 県道の路線認定の一部改正[7]（自治体合併に伴う変更）

起点：三重県津市美杉町奥津
終点：三重県松阪市飯高町
- （変更時期不明） - 道路区域の変更（下記道路区域の廃止）

三重県津市美杉町奥津字西ヶ広46番地先から三重県津市美杉町奥津字岡本1049番の5地先まで

## 地理

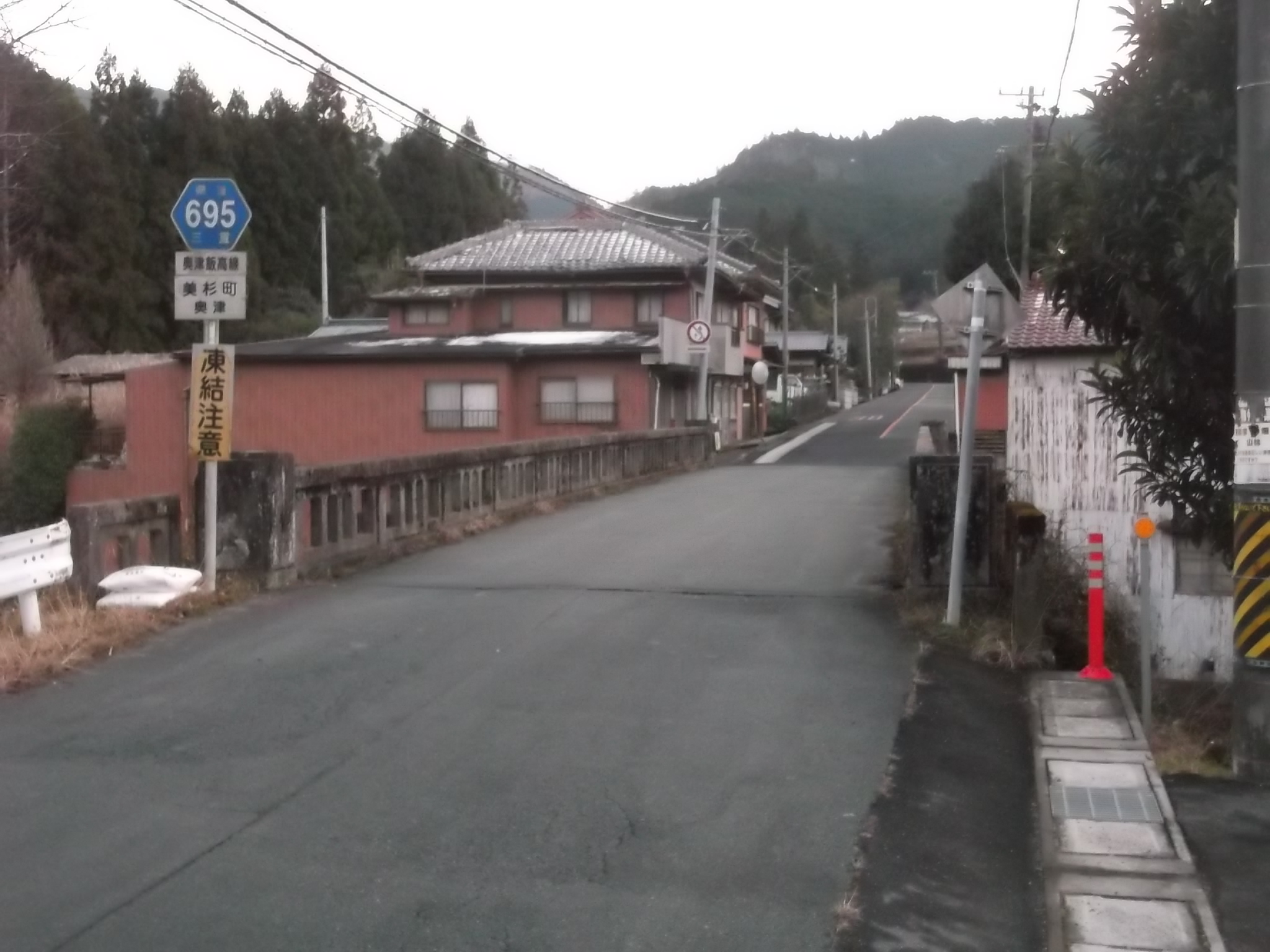
津市美杉町奥津付近

### 通過する自治体
- 三重県
  - 津市 - 松阪市

### 交差する道路
| 交差する道路                                          | 市町村名 | 交差する場所 | 交差する場所 |
| ----------------------------------------------------- | -------- | ------------ | ------------ |
| 国道368号 / 伊勢本街道 国道422号 重複                 | 津市     | 美杉町奥津   | 起点         |
| 未供用区間（津市美杉町川上 - 松阪市飯高町赤桶（終点） |          |              |              |
| 国道422号                                             | 松阪市   | 飯高町赤桶   | 終点         |

### 沿線
- 津市立美杉小学校（起点付近）
- JR東海名松線 伊勢奥津駅
- 奥津郵便局